# Deutsch für Inländer
Deutsch für Inländer war der Titel einer Fernsehsendung im ORF. Sie lief von 1957 bis ca. 1962 als außergewöhnlich gestaltete Sendung zur Erwachsenenbildung.
Als Lehrer in einem Klassenzimmer trat Ernst Hagen auf, der auch das Drehbuch geschrieben hat, in vielen Folgen wirkte als Koautor der Literatur- und Theaterkritiker Hans Weigel mit.
Die Musik mit dem markanten, am Anfang immer gesungenen Lied Deutsch für Inländer, Deutsch für Inländer stammt von Norbert Pawlicki, der seine Werke immer selbst am Klavier vorgetragen hat.
Teilnehmer als Schülerinnen und Schüler waren Ilse Hanel, Paula Pfluger, Raoul Retzer und Oskar Wegrostek, in späteren Folgen trat als Gast auch Miriam Dreifuss auf.
Es wurden immer wieder Fallbeispiele gebracht, so dass längst verloren gegangenes AHS-Unterstufen- oder Hauptschulwissen der deutschen Sprache spielerisch aufgefrischt wurde, dazu las Ernst Hagen stets skurrile Annoncen aus Zeitungen, wo sich Menschen mit Stellenangeboten oder Verkäufen aller Art, manchmal auch Firmen mit Produktwerbungen in völlig fehlerhaftem Deutsch unbeabsichtigt bloßstellten, die Texte wurden auch immer wieder zum Mitlesen für das Publikum daheim vor den Fernsehapparaten eingeblendet.
Die einzelnen Schauspieler trugen sogar immer wieder die einzelnen Fehler, die sie nun zu korrigieren gelernt hatten, in singender Weise vor; um das Ganze  auch lebensecht zu gestalten, trat Oskar Wegrostek in einer Rolle als „Greißler“ in seinem Laden auf, in Österreich ist das der Begriff für einen Lebensmittel-Einzelhändler.
Wiederholt wurde die Sendung im Sommer 2012 auf ORF III. Nach Angabe des ORF auf eine telefonische Anfrage von Peter Thomas Suschny vom Österreichischen Werbemuseum sei eine Veröffentlichung dieser durchaus auch bildungspädagogisch wertvollen Sendung auf DVD nicht geplant.

## Weblink
- Deutsch für Inländer bei fernsehserien.de